# ژول شره
ژول شره (فرانسوی: Jules Chéret‎; ۳۱ مهٔ ۱۸۳۶ – ۲۳ سپتامبر ۱۹۳۲) ، نقاش و چاپ‌سنگ‌کار اهل فرانسه بود. او در طراحیِ پوسترِ دوران زیبا به استادی رسید، چنان‌که او را پدر پوستر مدرن نامیده‌اند. وی در فن لیتوگرافی رنگی مهارت بالایی داشت. شره همچنین برندهٔ جوایزی همچون لژیون دونور شده‌است.

## زندگی‌نامه
شره در خانواده‌ای فقیر اما به شدت خلاق و هنرمند در پاریس به دنیا آمد. وی تحصیلات بالای آکادمیکی نداشت. در سن سیزده سالگی به مدت سه سال در یک کارگاه لیتوگرافی مشغول بود که باعث شد به نقاشی علاقه پیدا کند و در مدرسه نشنال دوسین به مطالعه هنر بپردازد. شره مثل تمامی هنرمندان هم دوران خودش با دیدن آثار موزه لوور به مطالعه تکنیک آثار پیشین و امروز هنر پرداخت. وی در سال 1932 و در سن نود و سه سالگی در پاریس در گذشت.

## سبک کار

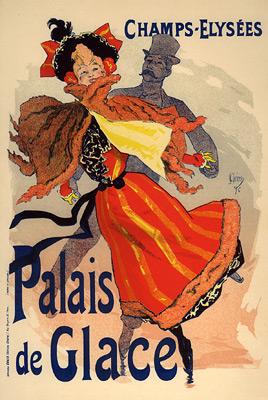
ژول شره، پوستر برای قصر یخ، 1896، از مجموعه پوسترهای طراحی شده برای سیرک رانسی

ژول شره پسر یک حروفچین و شاگرد یک لیتوگراف بود. او برای یادگیری آخرین تکنیک های چاپ به لندن مسافرت کرد و در 1860 به پاریس برگشت و سیستم سه تا چهار رنگ چاپ لیتوگرافی را گسترش داد. در این روش محدودیت های چاپ چوب و یا فلز وجود نداشت و طراحان در این سبک میتوانستند آزادنه روی کلیشه سنگی طراحی کنند. در بیشتر پوسترهای شره، دخترهایی شاد و سرزنده وجود دارند که در زمانه او مورد پسند و علاقه‌ی مردم بود. بازتاب شکلهای درهم بافته و نحوه رنگپردازی نقاشیگونه از ویژگیهای پوسترهای ژول شره است. تصاویر پوستر معمولاً از پرسپکتیو بی‌نیاز و پاها در هوا معلق بودند. تک نقشی و نوشته مختصری در کنار آن به فرمولی در طراحی پوستر از آن زمان تاکنون باقی مانده است و روشی اساسی در طراحی پوستر اروپا و آمریکا تبدیل شد.
سبک این نقاش فرانسوی امپرسیون و پست امپرسیون شناخته شده است.

## نگارخانه

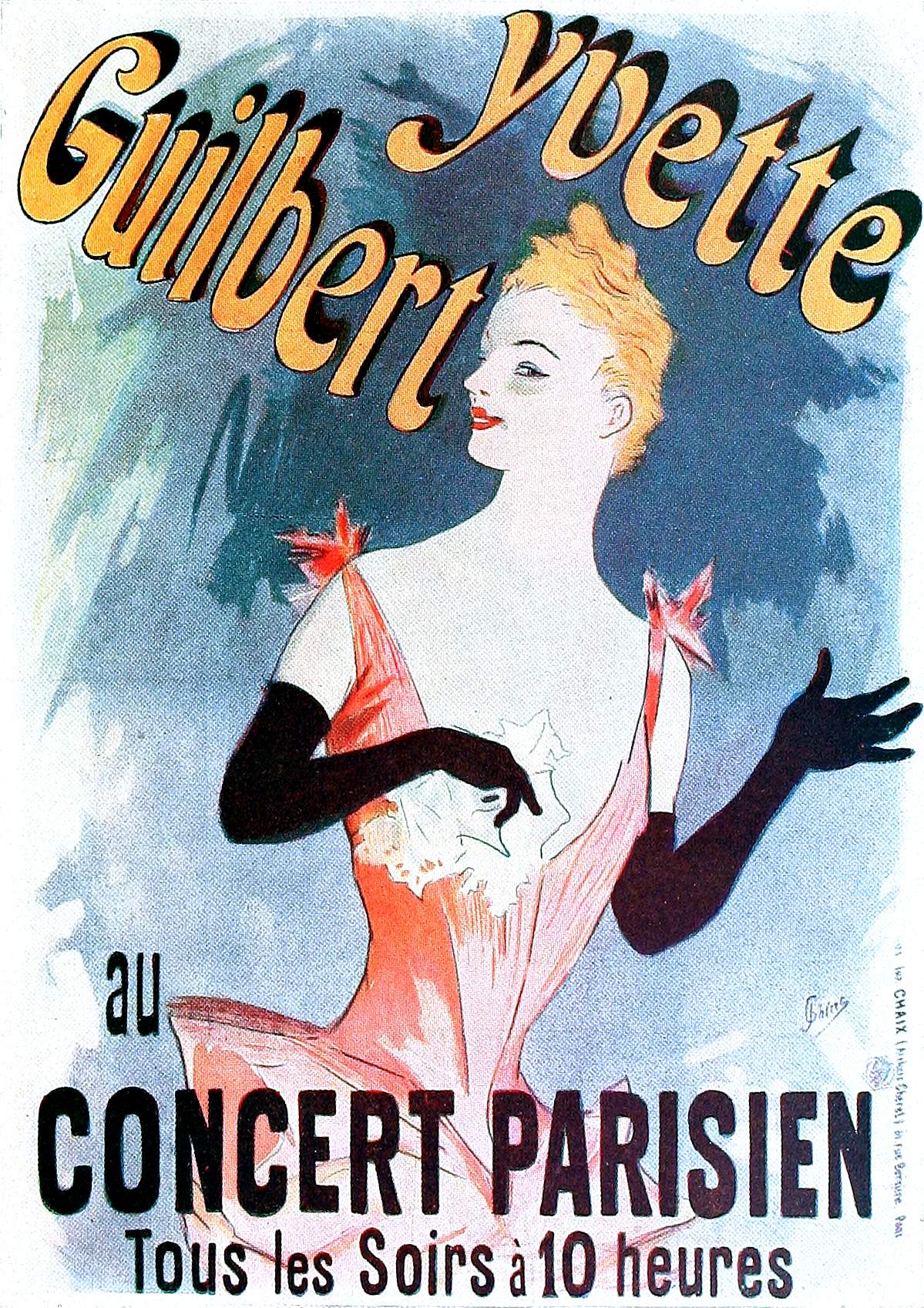
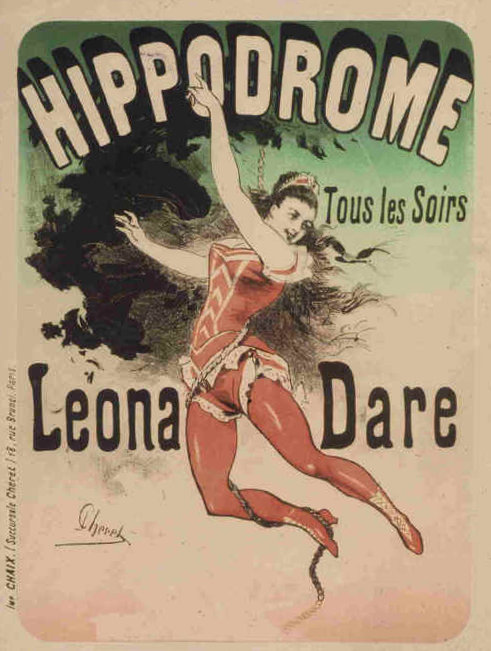
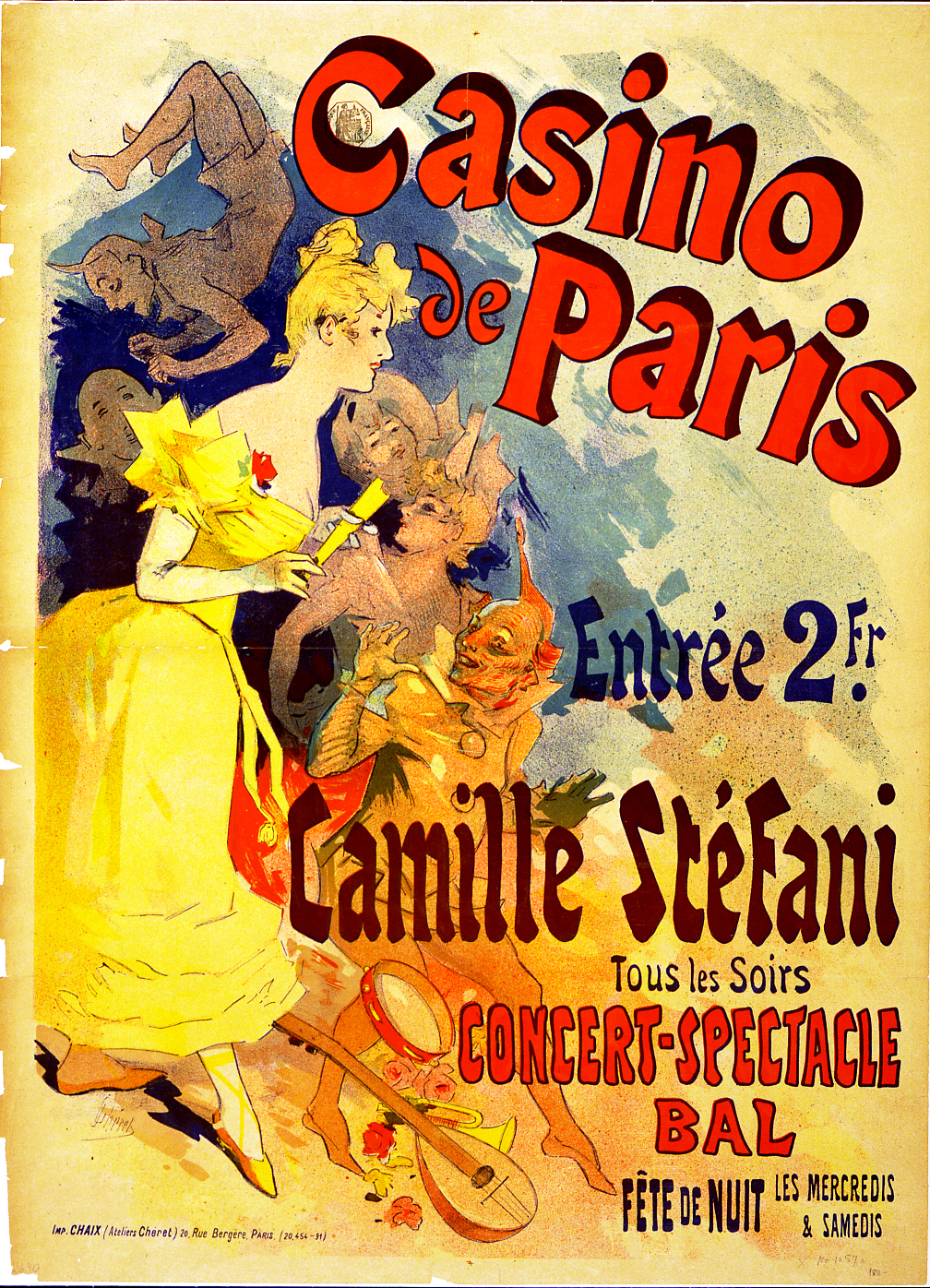
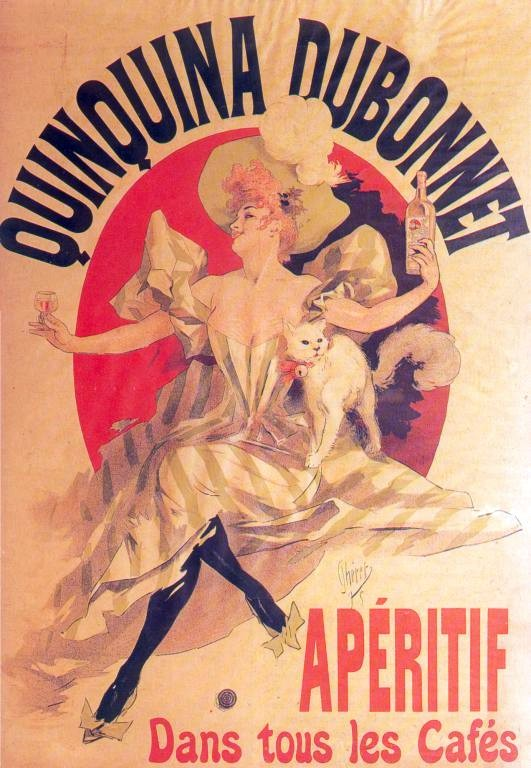
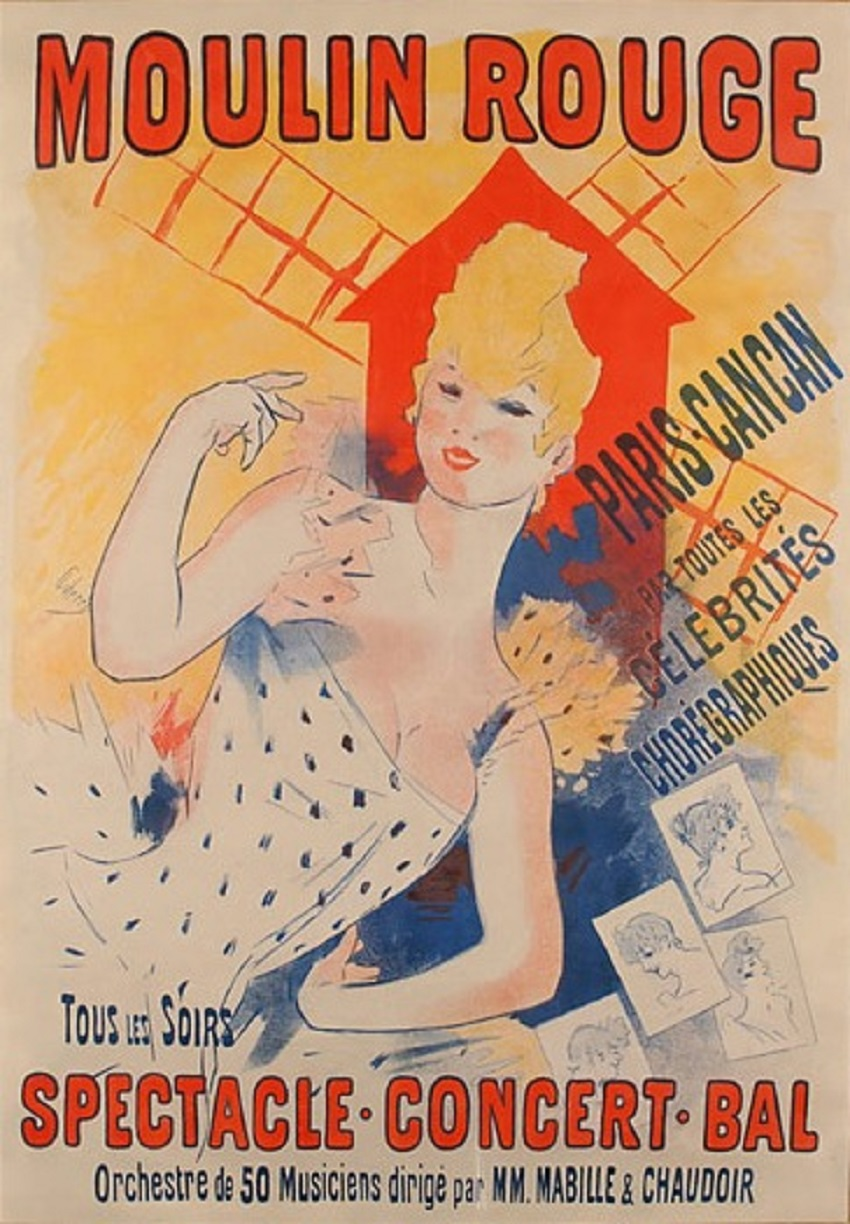
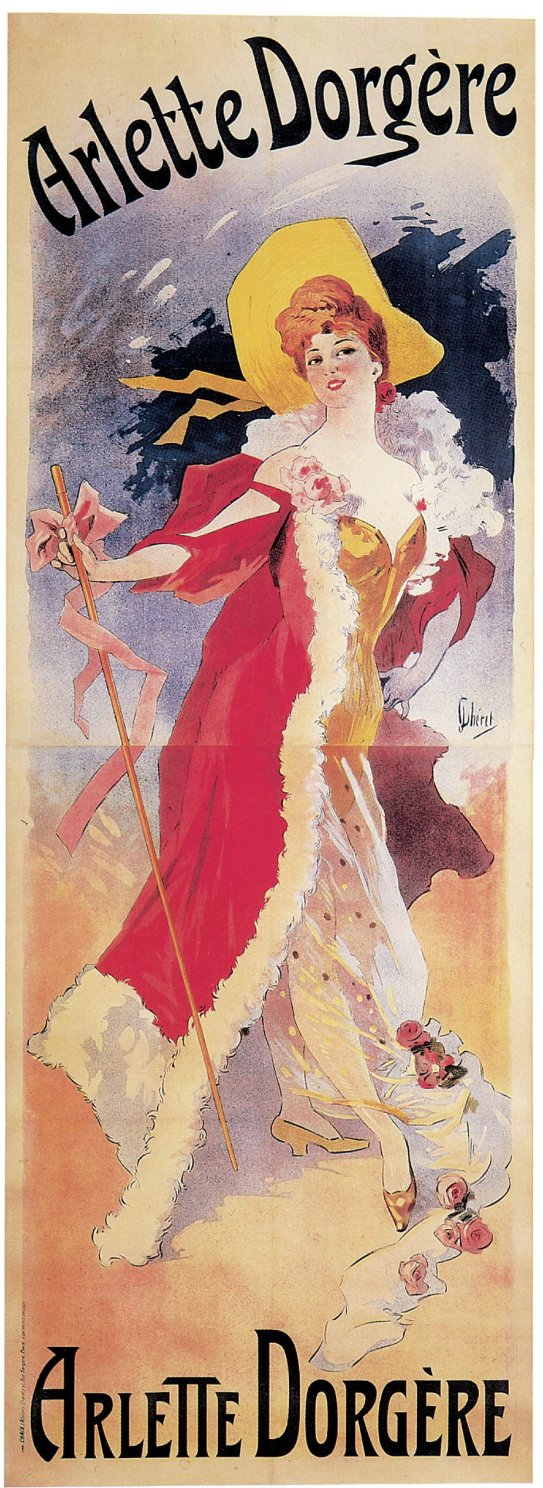
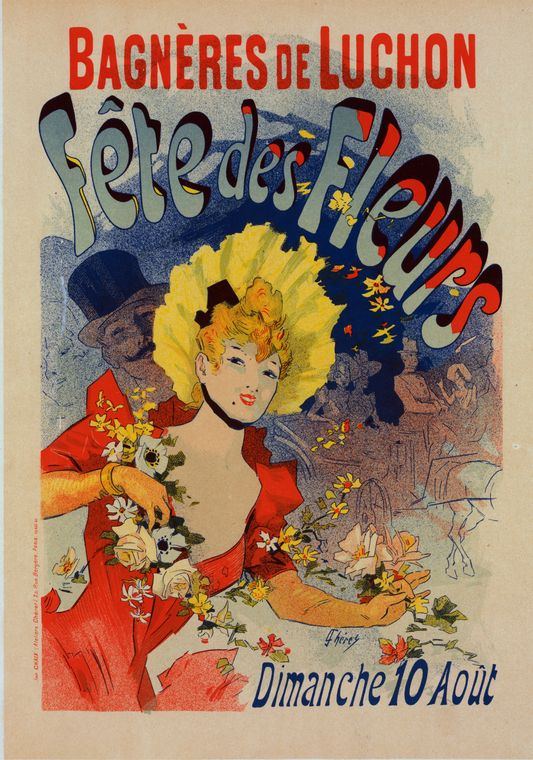
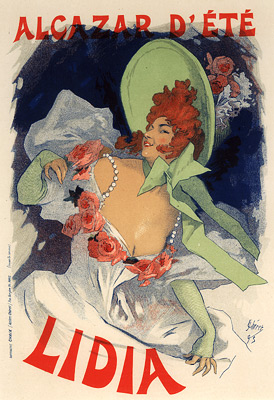
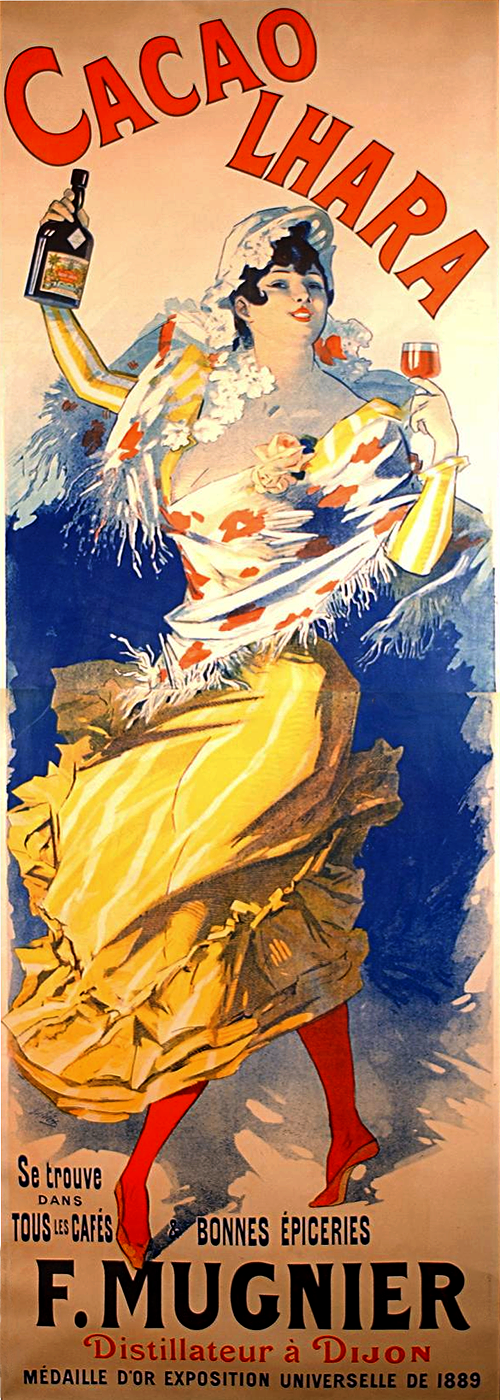
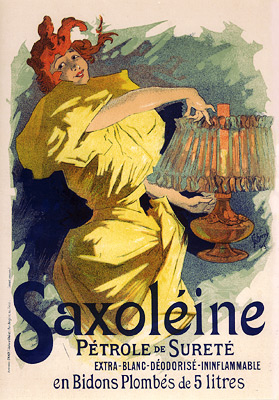
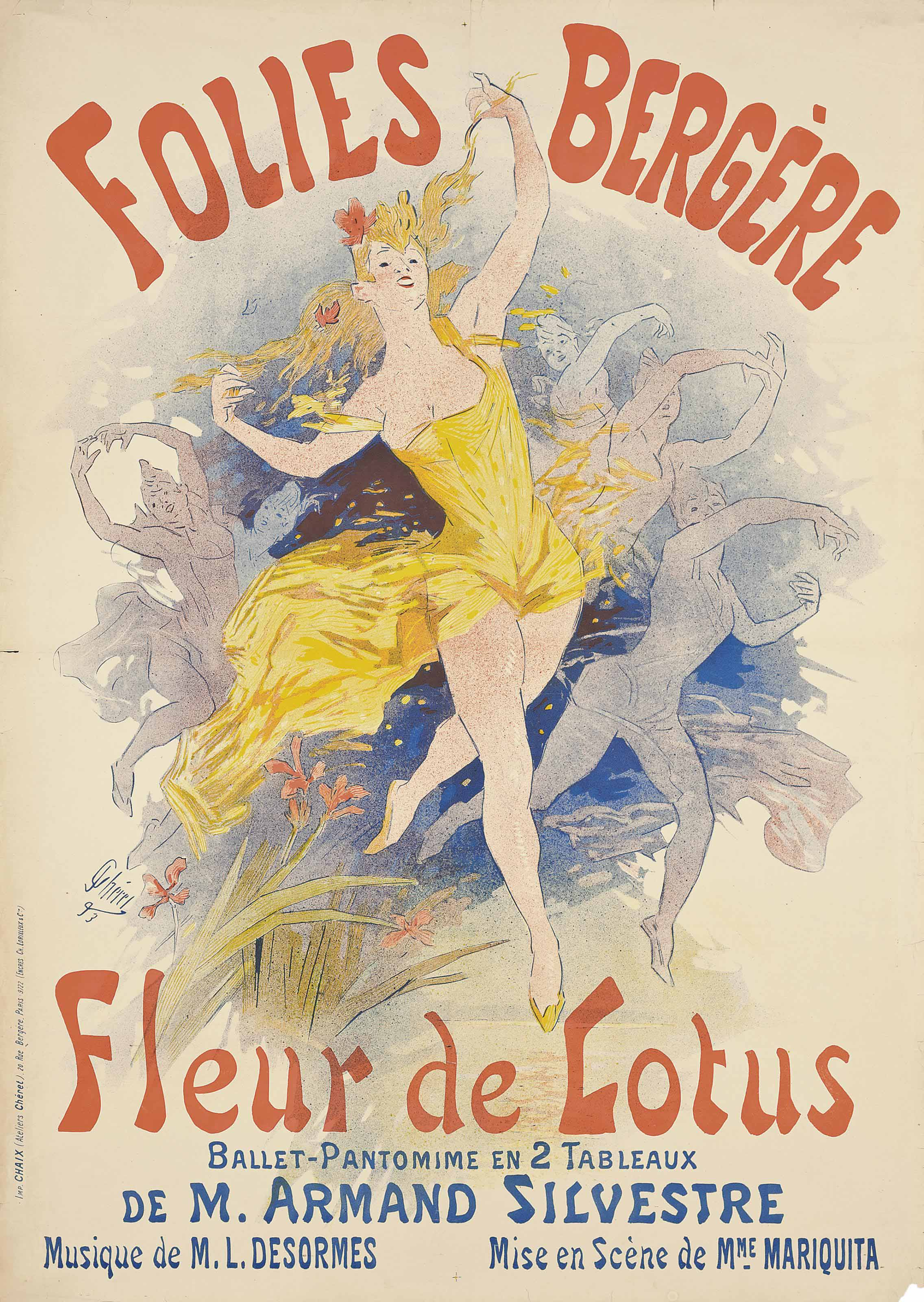
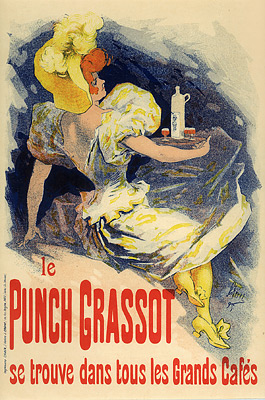
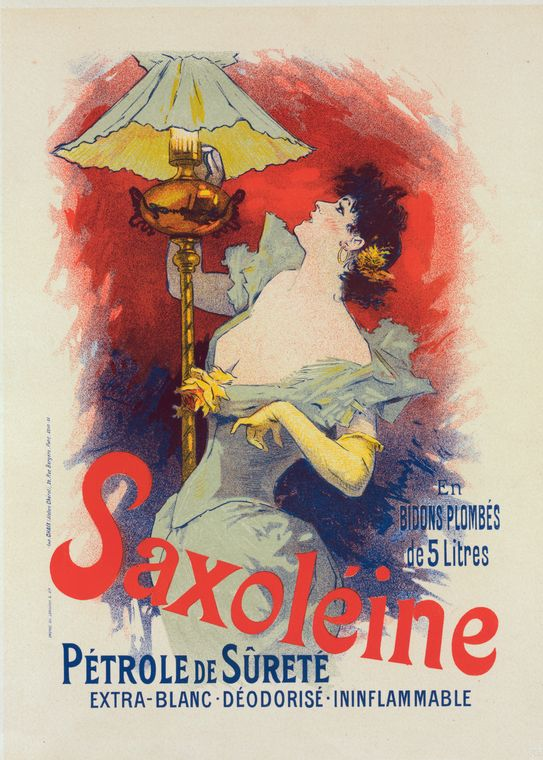
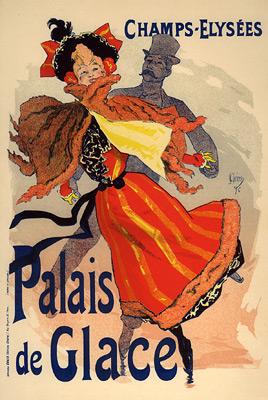
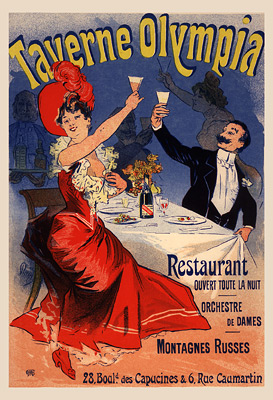
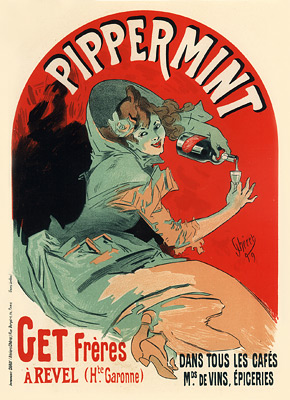
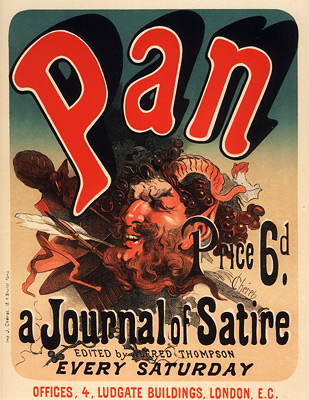
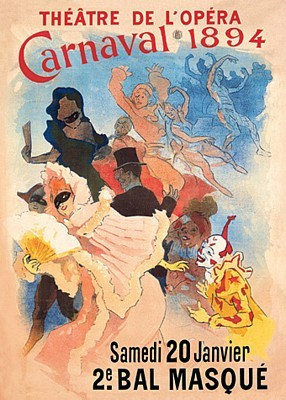
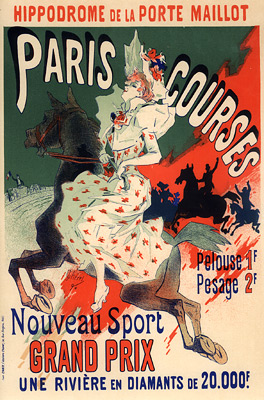
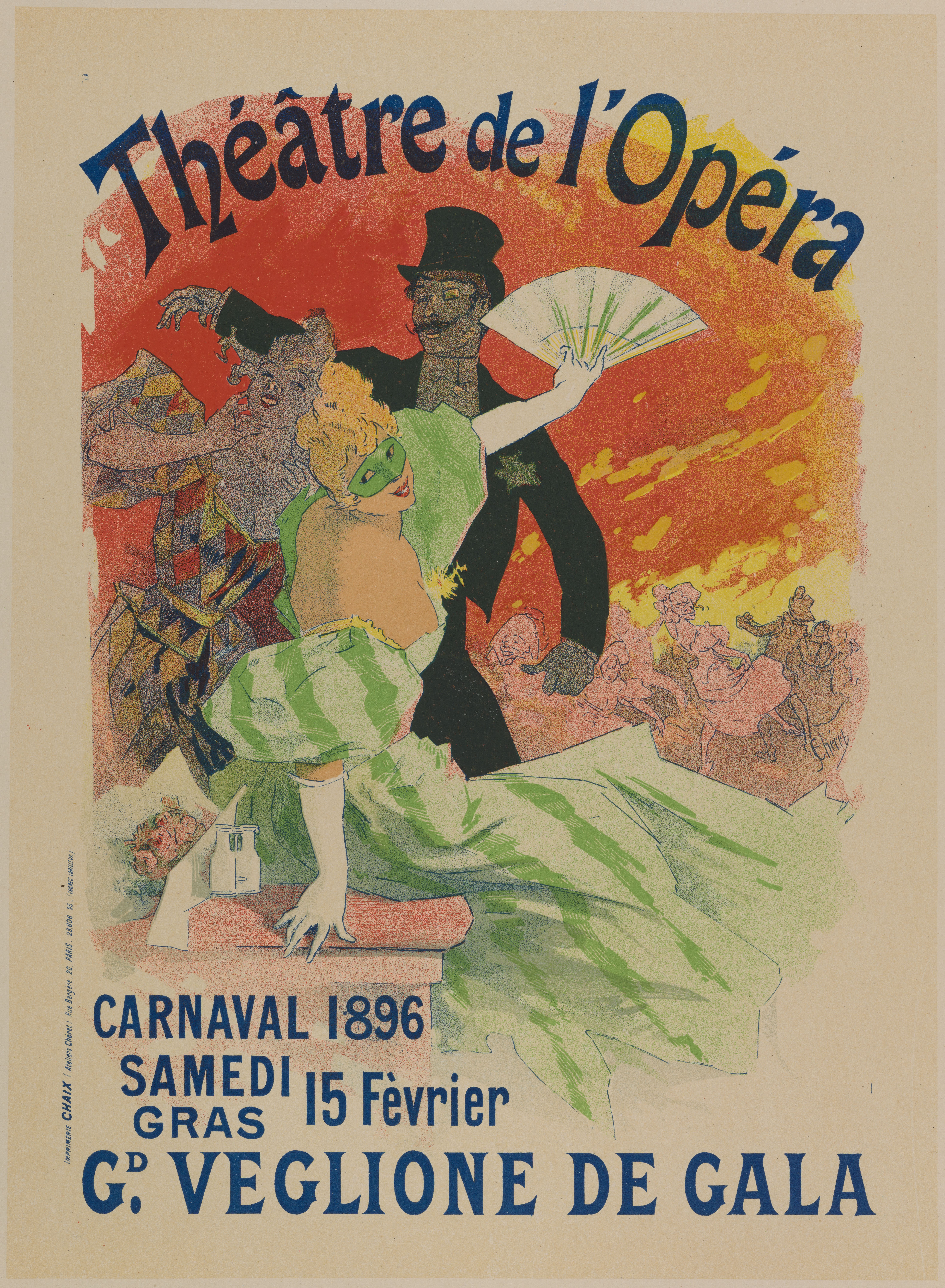
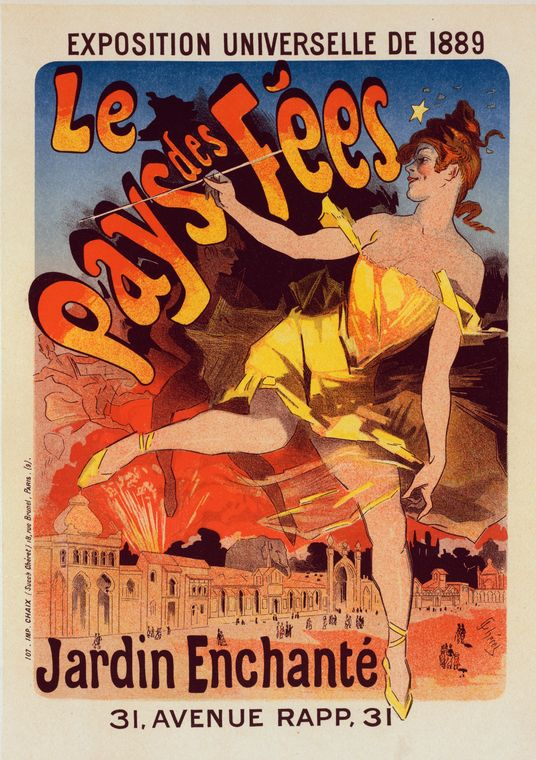
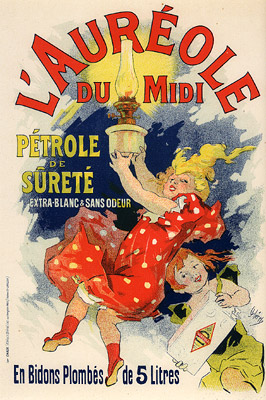
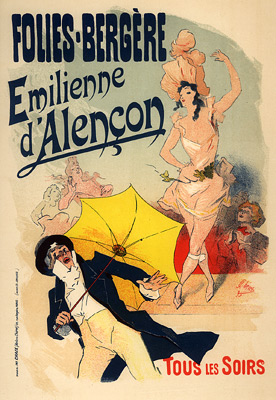
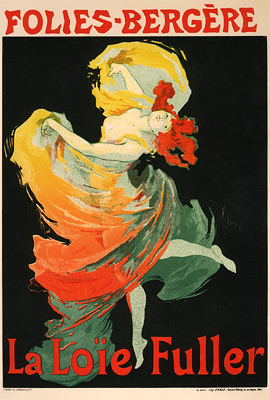
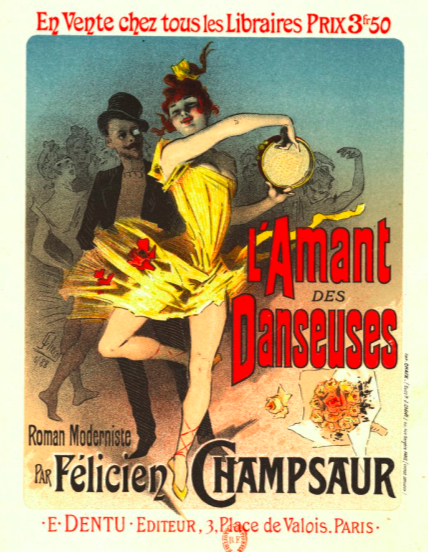
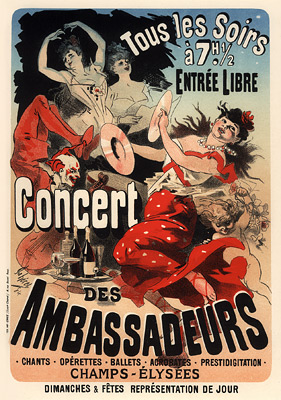
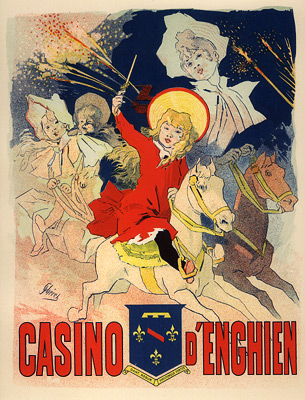
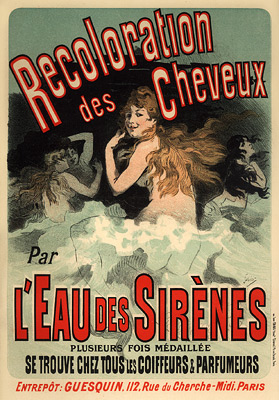
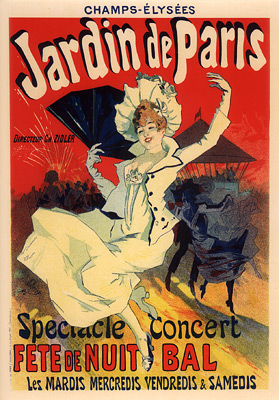
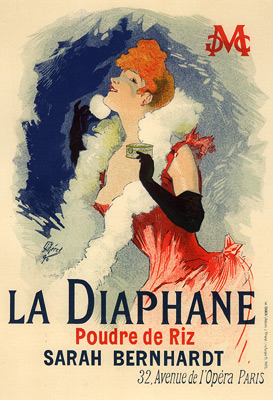